# Suleiman Tony Frangieh

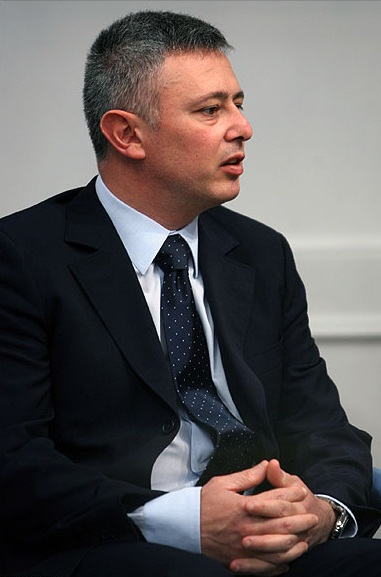

Suleiman Tony Frangieh (în arabă سليمان فرنجيه‎; n. 18 octombrie 1965, Zgharta⁠(d), Guvernoratul Liban de Nord, Liban) este un om politic libanez, liderul formațiunii politice Marada (membră a Alianței 8 Martie). De asemenea, este membru al parlamentului libanez (Adunarea Națională) din partea comunității creștine maronite, ales fiind în districtul Zgharta-Zawyie din nordul țării. În anii 2022-2025 a fost candidatul la președinția Libanului favorizat de partidul Hezbollah.
La 8 ianuarie 2025 si-a retras candidatura in favoarea Sefului Statului Major al armatei libaneze, generalul Joseph Aoun.

## Biografie
Suleiman Tony Frangieh s-a născut la Zgartha (Liban) la 18 octombrie 1965, fiind fiul lui Tony Frangieh și al soției acestuia, Vera, care au fost asasinați împreună cu fetița lor de trei ani în masacrul de la Ehden din 13 iulie 1978 de miliția rivală maronită a Partidului Kataeb) și nepotul fostului președinte al Libanului, Suleiman Frangieh . 
Rămas orfan la 14 ani după masacrul de la Ehden, Suleiman Tony Frangieh a fost trimis de bunicul său în Siria, unde a fost protejat de familia Assad (context în care Suleiman a devenit apropiat de Bassel și Bashar al-Assad).

## Cariera politică
La 17 ani Frangieh a devenit lider al Brigăzilor Marada. După Acordul de la Taef (1989) Marada și-a desființat milițiile rămânând partid politic activ în viata tării.
La 7 iunie 1991 (25 de ani) a obținut mandatul de deputat, fiind cel mai tânăr membru al parlamentului. A fost ales pentru trei mandate succesive (1992, 1996 și 2000). La alegerile din 7 iunie 2009 Frangieh a fost ales din nou deputat din partea districtului Zgharta-Zawyie. 
În 2012 a declarat că se poziționează de partea lui Bashar al-Assad în conflictul din Siria și că-i va acorda întreg sprijinul liderului sirian pentru a câștiga confruntările cu rebelii. De asemenea, Frangieh a afirmat că respectă „neutralitatea pozitivă” a Libanului și că dorește să salveze stabilitatea țării.
De-a lungul timpului a îndeplinit următoarele funcții:
- ministru de interne și al municipalităților (26 octombrie 2004 – 19 aprilie 2004);
- ministru al sănătății publice (17 aprile 2003 – 26 octombrie 2004, 26 octombrie 2000 – 15 aprilie 2003, 7 noiembrie 1996 – 3 decembrie 1998);
- ministrul agriculturii și locuințelor (4 decembrie 1998 – 26 octombrie 2000);
- ministrul municipalităților și afacerilor rurale (31 octombrie 1992 – 25 mai 1995);
- ministrul locuințelor și cooperativelor (16 mai 1992 – 30 octombrie 1992);
- ministru de stat (24 decembrie 1990 – 10 mai 1992).

## Viața personală
Suleiman Tony Frangieh este tatăl a doi fii dintr-o primă căsătorie cu Marianne Sarkis: Tony (născut în 1987) și Bassel (născut în 1992). Din 2003 este căsătorit cu Rima Karkafi, cu care are o fiică, Vera (născută în 2007). Familia Frangieh are domiciliul în localitatea Bnashii (în apropiere de Zgartha). Suleiman Frangieh a rămas, în continuare, prieten apropiat al președintelui sirian Bashar al-Assad.
Are ca pasiuni fotografia (inclusiv cea aeriană), aviația, înotul, pescuitul și schiatul.